# Biblioteca di Ricerca di Area Umanistica (Université de Naples - Frédéric-II)
Le Biblioteca di Ricerca Area Umanistica (BRAU) est la bibliothèque universitaire du Département d'études humanistes de l'Université de Naples - Frédéric-II, situé dans le cœur historique de la ville piazza Bellini, au coin de la via Santa Maria di Costantinopoli.

## Histoire
Le palais a été fondé comme un couvent, plus connu sous le nom de Sant'Antoniello (le petit Saint-Antoine), dédié à saint Antoine, remonte à 1564 par la volonté de Sœur Paola Cappellani. Par la suite, il s'étend et englobe le palais voisin des princes de Conca. L'édifice actuel date du XVIIIe siècle à la même époque que le grand escalier à double rampe. Le palais a été récemment restauré.
Depuis le 26 janvier 2009, l'ancien couvent, avec le palais Conca, est le siège de la BRAU (biblioteca di ricerca dell'area umanistica), bibliothèque dépendant de la faculté de lettres et de philosophie de l'université Frédéric II.

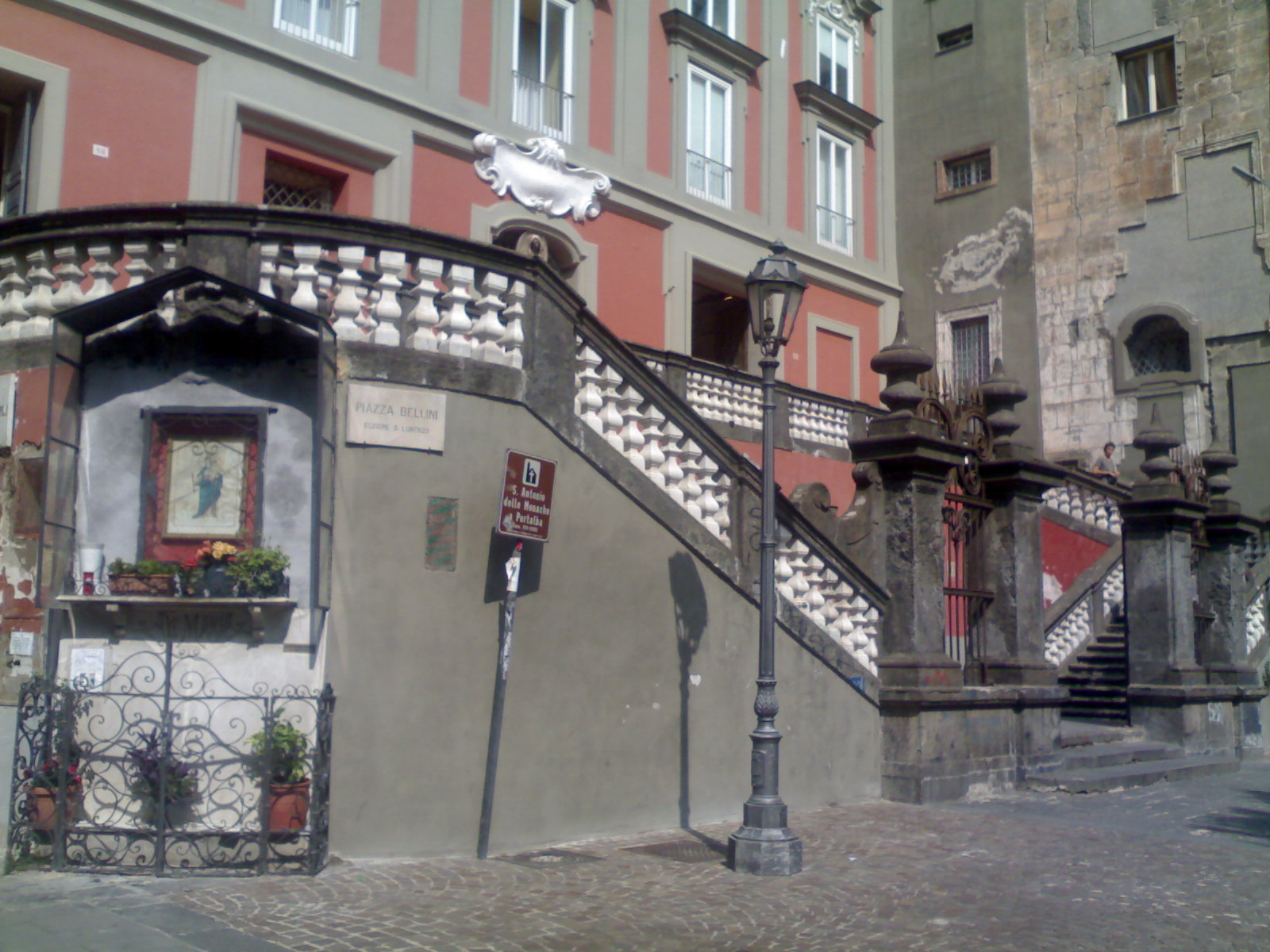
Détail de l'escalier à double rampe avec un petit oratoire marial
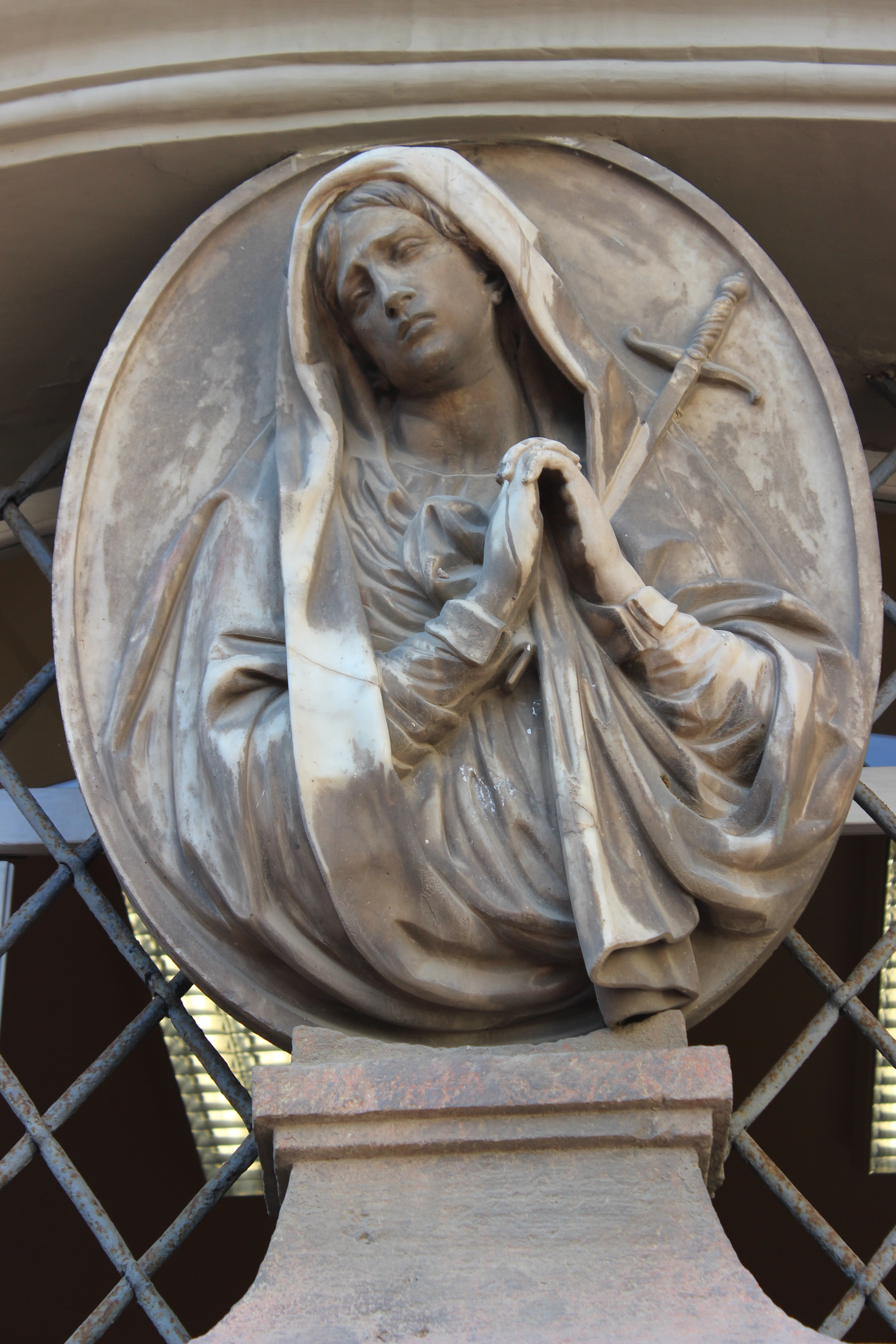
Détail de la statue de la Vierge au-dessus du portail d'entrée
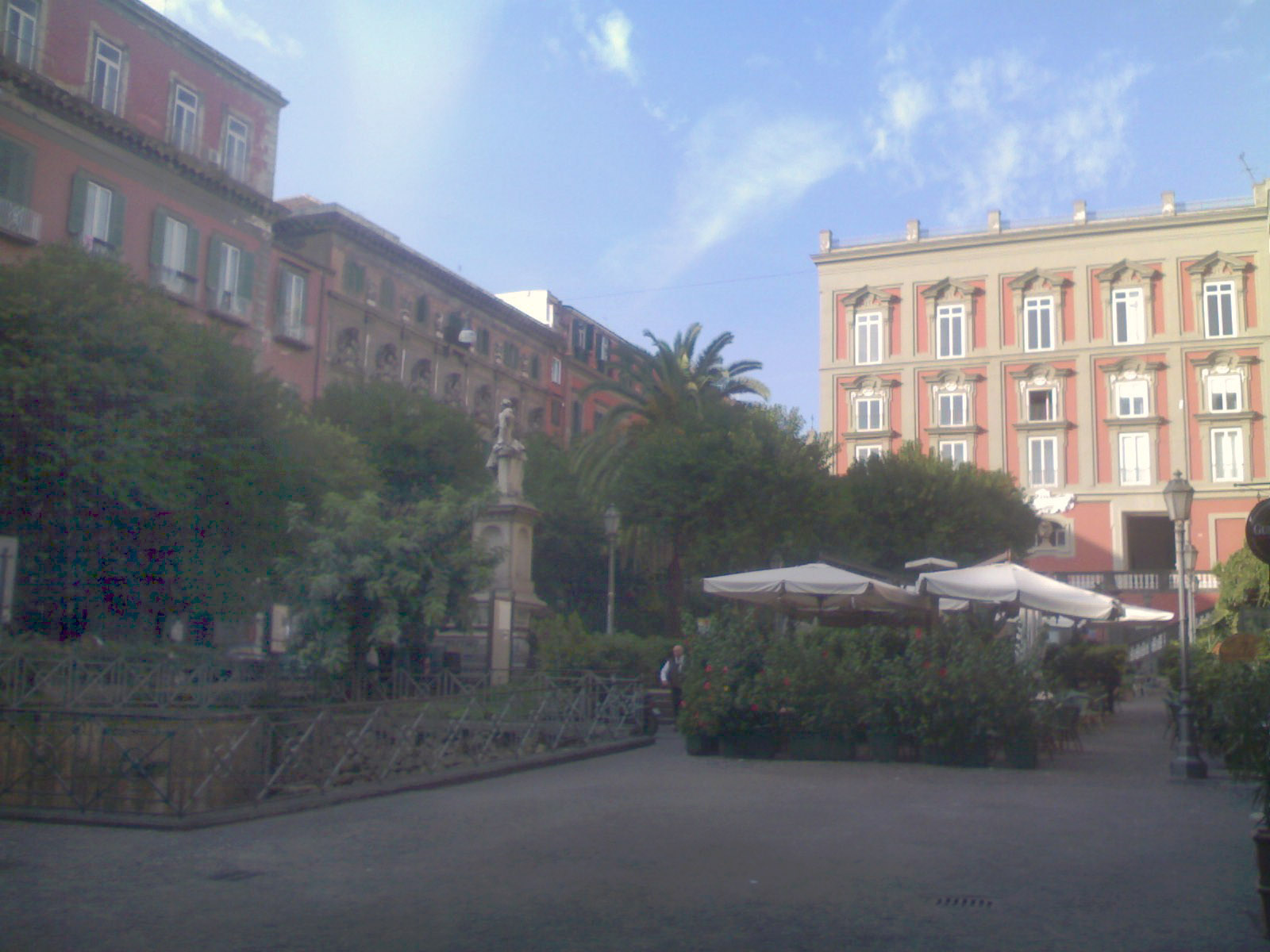
Vue de le palais donnant sur la piazza Bellini

## Intérieur
L'architecture et les œuvres intérieurs sont des exemples du baroque napolitain, avec une décoration riche en stuc d'Arcangelo Guglielmelli (1648-1735) qui restaura l'ensemble en 1682-1684. Le maître-autel de marbre comporte des incrustations de nacre. La peinture qui était au-dessus du maître-autel représente Sainte Cécile en extase de Bernardo Cavallino; elle se trouve aujourd'hui au musée Capodimonte.
On remarque des tableaux au-dessus des autels latéraux, comme un Saint Joseph d'Antonio Sarnelli ou un Saint Philippe Benizi de Fernandino Castiglia. Le plafond est décoré d'une représentation de saint Antoine par un peintre maniériste inconnu du XVIIe siècle. La statue de bois de saint Michel Archange (XVIIe siècle) est également remarquable.

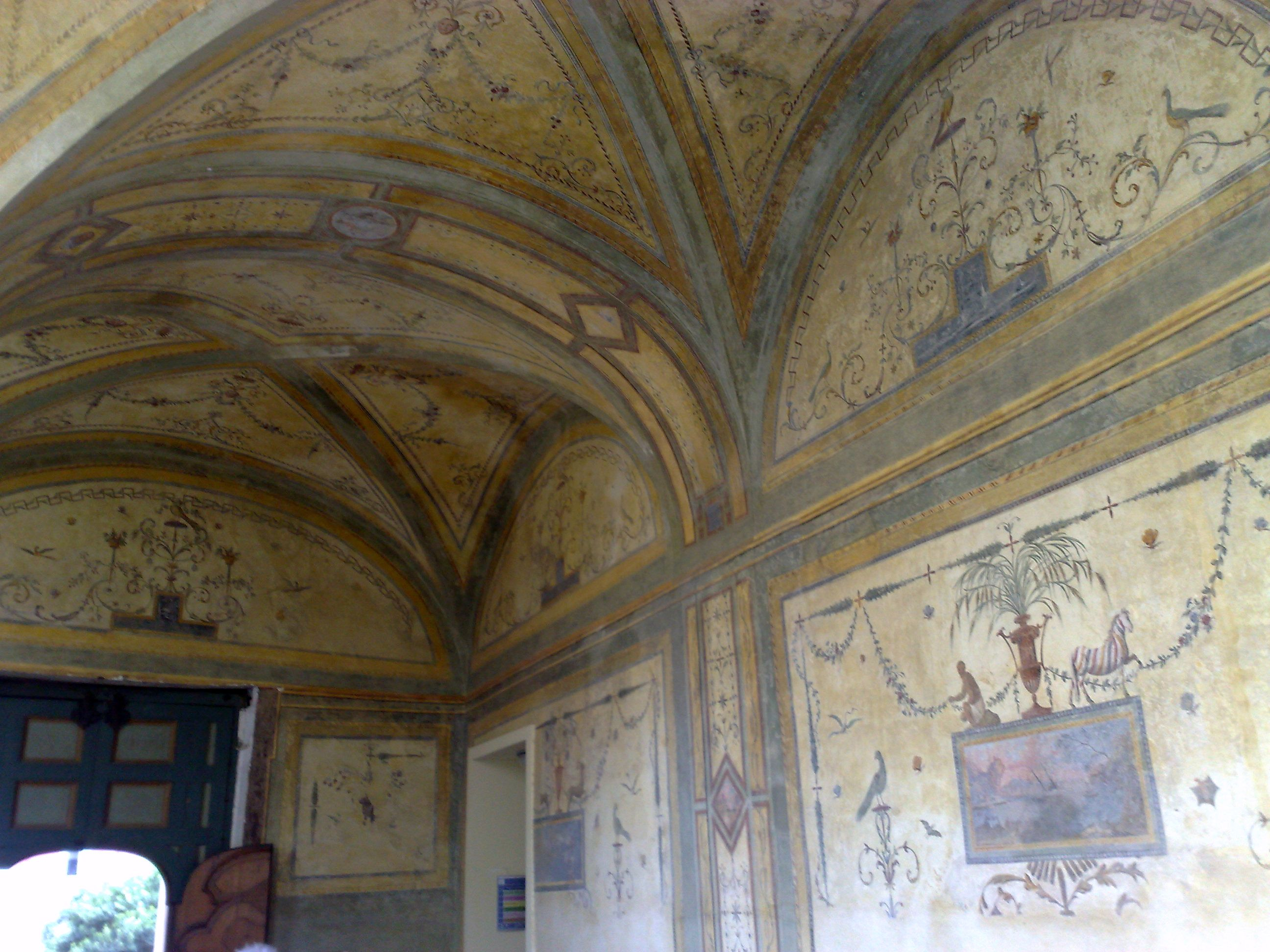
Fresques de l'ancien cloître
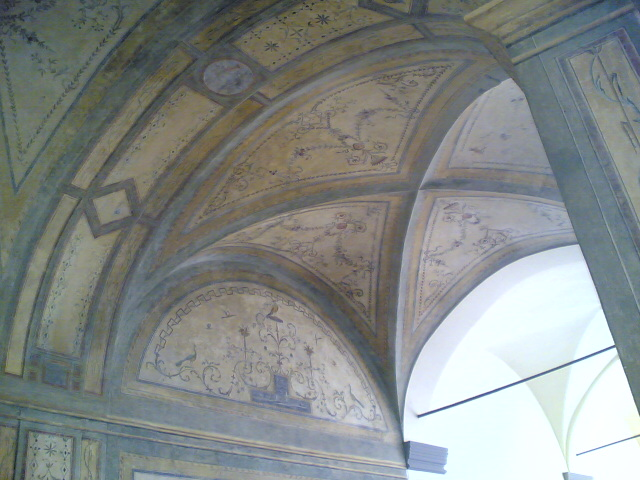
Détail des arcs
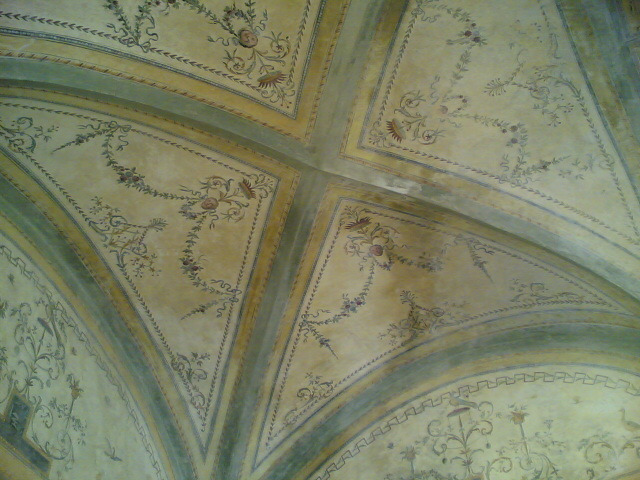
Détail des fresques